# Isoflupredone
 (mars 2012).
Si vous disposez d'ouvrages ou d'articles de référence ou si vous connaissez des sites web de qualité traitant du thème abordé ici, merci de compléter l'article en donnant les références utiles à sa vérifiabilité et en les liant à la section « Notes et références ».
L’isoflupredone est un corticostéroïde de synthèse et possède des effets anti-inflammatoire et minéralocorticoïde élevés.

## Emploi
Utilisation par voie externe pour éviter les effets minéralocorticoïdes.